# François Bourgogne
François Bourgogne, écuyer, seigneur de Vieilcourt, fut maire de Nantes de 1637 à 1639.

## Biographie
Il est le fils de Pierre Bourgogne, seigneur de Vieillecourt, et de Claude Gourdet. Il épouse Jeanne Le Moyne, fille de  Gilles Le Moyne, sieur des Ormeaux, auditeur à la Cour des comptes, et de Françoise Le Vavasseur.
Il est conseiller du roi au siège présidial de Nantes.